# Sophie de Solms-Laubach
Sophie de Solms-Laubach (15 mai 1594 – 16 mai 1651), est une comtesse de Solms-Laubach par la naissance et margravine de Brandebourg-Ansbach par le mariage.
Sophie est la fille du comte Jean-Georges Ier de Solms-Laubach (1547-1600) et Marguerite de Schönburg-Glauchau (1554-1606). Elle épouse le Margrave Joachim-Ernest de Brandebourg-Ansbach en 1612.
Après la mort de son mari en 1625, elle prend la tête du margraviat de Brandebourg-Ansbach, en tant que gardienne et régente pour son fils mineur Frédéric III de Brandebourg-Ansbach. Frédéric est mort en 1634 dans la Bataille de Nördlingen, peu de temps après sa majorité. Sophie continue ensuite à régner en tant que régente pour son fils Albert, jusqu'à ce qu'il ait l'âge de régner, en 1639. Elle est soutenue au cours de son règne par Frederick de Solms-Rödelheim.

## Descendance
Sophie de Solms-Laubach, a une fille et quatre fils:
- Sophie (1614-1646)
- Frederick (1616-1634), margrave de Brandebourg-Ansbach
- Albert (1617-1617)
- Albert (1620-1667), margrave de Brandebourg-Ansbach
- Christian (1623-1633)